# Abbaye Saint-Gervais de Fos
L'abbaye Saint-Gervais (Fos-sur-mer) est une ancienne abbaye clunisienne située dans le diocèse d'Arles, dans le département des Bouches-du-Rhône.

## Histoire
Elle était située entre l'étang de l'Estomac et le grand marais de la Basse Crau. La première mention du lieu, en 923, ne fait mention que d'une église déjà dédiée à saint Gervais, citée comme une annexe à l'église Saint-Sauveur de Fos. Concédée un temps à l'évêque de Marseille par l'archevêque d'Arles, Manassès, elle fut ensuite restituée à ce dernier une cinquantaine d'années plus tard. À l'initiative d'un prêtre, Pation ou Paton, sans doute chargé de l'église, et avec l'accord de l'archevêque d'Arles, une communauté de moines s'y établit en 989 et s'attela, peut-être avec l'aide des seigneurs de Fos, à la construction des bâtiments de l'abbaye. Celle-ci fut consacrée officiellement en mai 992 par l'archevêque d'Arles, Anno. En 1081, après avoir gravité dans l'orbite spirituelle de l'abbaye de Saint-Victor de Marseille, l'abbaye Saint-Gervais fut cédée à l'abbaye de Cluny. Ce fut la seule abbaye affiliée à Cluny de toute la Provence maritime. Le privilège du pape Innocent II qui confirma en 1130 les possessions de l'abbaye Saint-Gervais mentionne 22 églises réparties dans au moins sept diocèses. Cet éloignement de l'abbaye-mère et les circonstances du temps (peut-être les guerres Baussenques, 1145-1162) expliquent que cette tutelle ne dura pas plus de 80 ans.
Au tout début du XIIIe siècle, le pape Innocent III, dans sa 464e lettre, permet à l'archevêque d'Arles de procéder contre l'abbé de l'abbaye Saint-Gervais de Fos qui ne voulait pas lui obéir et qu'il ne fait pas de difficultés d'admettre au service divin ceux qu'ils avaient interdits et de leur donner une sépulture ecclésiastique
En 1223, l'abbaye fut placée, non sans une tenace résistance des abbés de Saint-Gervais pendant plus de 35 ans, sous la juridiction de l'archevêque d'Arles qui en fit bientôt une abbaye de chanoines réguliers à laquelle il unit les églises de Saint-Sauveur et de Sainte-Marie de Fos, de Saint-Pierre de Lavalduc et de Sainte-Marie de Bouc pour l'entretien de la petite communauté.
Par la suite, elle fut rattachée avec les biens qui lui restaient, à l'abbaye Saint-Pierre de l'Almanarre

## Propriétés, titres
Abbayes
- s. d. - Abbaye Saint-Pierre de l'Almanarre (moines bénédictins)

Chapelles
- Chapelle Saint-Vincent de Carqueiranne, démolie en 1880, attestée dès le XIe siècle : "  ad stum vicentum " (1332); " ad ecclesiam vicenti " (1405) ; puis Saint-Vincent de Carqueiranne à la fin du XVIIIe siècle. Le terrier de 1791 indique qu'elle possédait des terres plantées de vignes et d'oluiviers. Elle fut vendue à la Révolution, rendue au culte en 1803. À sa place s'élève l'hôtel Beau Rivage à Carqueiranne.

## Liste des Abbés
- 1223 ca  -  Geoffroi, fit abandon de son abbaye à Hugues Béroard, archevêque d'Arles[3]